# Gašper Pirc
Gašper Pirc, slovenski filozof in družboslovec, * 1986
Ukvarja se s politično filozofijo, filozofijo prava in etiko ter se uvršča med predstavnike mlajše generacije kritične teorije družbe. Pisal je tudi o filozofiji Kanta in Hegla ter o estetiki.
Od leta 2020 je predsednik Slovenskega filozofskega društva. Službuje kot predavatelj na AMEU-Fakulteti za humanistični študij in raziskovalec na Inštitutu za filozofske študije ZRS Koper.
Kot raziskovalec je deloval na Univerzi na Dunaju in na Univerzi v Innsbrucku. Sodeloval je na številnih mednarodnih konferencah in projektih ter objavil več znanstvenih razprav s področja politične filozofije, etike in nemške klasične filozofije.
V letu 2022 je pri založbi Annales ZRS izšla njegova znanstvena monografija Kritična hermenevtika: Pravno pripoznanje in politična oblast. Ob predstavitvi knjige je bilo zapisano, da Pirc v tem delu »zasleduje perspektive percepcije in interpretacije ključnih fenomenov v družbi, ki so jo v preteklih letih zaznamovali izraziti pretresi«.